# Obbekær Sogn
Obbekær Sogn er et sogn i Ribe Domprovsti (Ribe Stift).
Før 1864 hørte Obbekær til den kongerigske del af Fole Sogn. Ved freden i 1864 kom Obbekær til Danmark, mens resten af den kongerigske del blev afstået til Preussen. Obbekærs beboere søgte trods grænsen stadig til Fole Kirke indtil 1885, hvor Obbekjær Kirke blev opført og Obbekær blev et selvstændigt sogn, der hørte til Ribe Herred i Ribe Amt.
Obbekær sognekommune blev ved kommunalreformen i 1970 indlemmet i Ribe Kommune, der ved strukturreformen i 2007 indgik i Esbjerg Kommune.
I sognet findes følgende autoriserede stednavne:
- Fæsted Hede (bebyggelse)
- Fæsted Mose (areal)
- Haslund (bebyggelse)
- Kamp (bebyggelse)
- Kæret (areal)
- Obbekær (bebyggelse, ejerlav)
- Tved Huse (bebyggelse)
- Vesterenge (bebyggelse)